# Omul șobolan
 „Omul șobolan” a fost porecla dată de Sigmund Freud unui pacient al cărui „istoric de caz” a fost publicat ca Note asupra unui caz de nevroză obsesională (Bemerkungen über einen Fall von Zwangsneurose) din 1909. Aceasta a fost a doua dintre cele șase cazuri pe care le-a publicat Freud și prima în care a susținut că pacientul a fost vindecat prin psihanaliză.
Porecla derivă din faptul că printre multele constrângeri ale pacientului se afla și o obsesie a fanteziilor de coșmar despre șobolani.
Pentru a proteja anonimatul pacienților, studiile de caz psihanalitice au ascuns sau deghizat de obicei numele persoanelor în cauză (Anna O., Micul Hans, Wolf Man, Dora etc.). Cercetătorii recenți au decis că „omul șobolan” era de fapt un avocat pe nume Ernst Lanzer (1878–1914) – deși multe alte surse susțin că numele bărbatului era Paul Lorenz.